# 红桦
红桦（学名：Betula albo-sinensis）是桦木科桦木属的植物，是中国的特有植物。分布于中国大陆的河南、湖北、陕西、河北、甘肃、山西、四川、青海、云南等地，生长于海拔1,000米至3,400米的地区，多生于山坡杂木林中，目前尚未由人工引种栽培。

## 别名
纸皮桦（秦岭） 红皮桦（河北）

## 红桦的照片

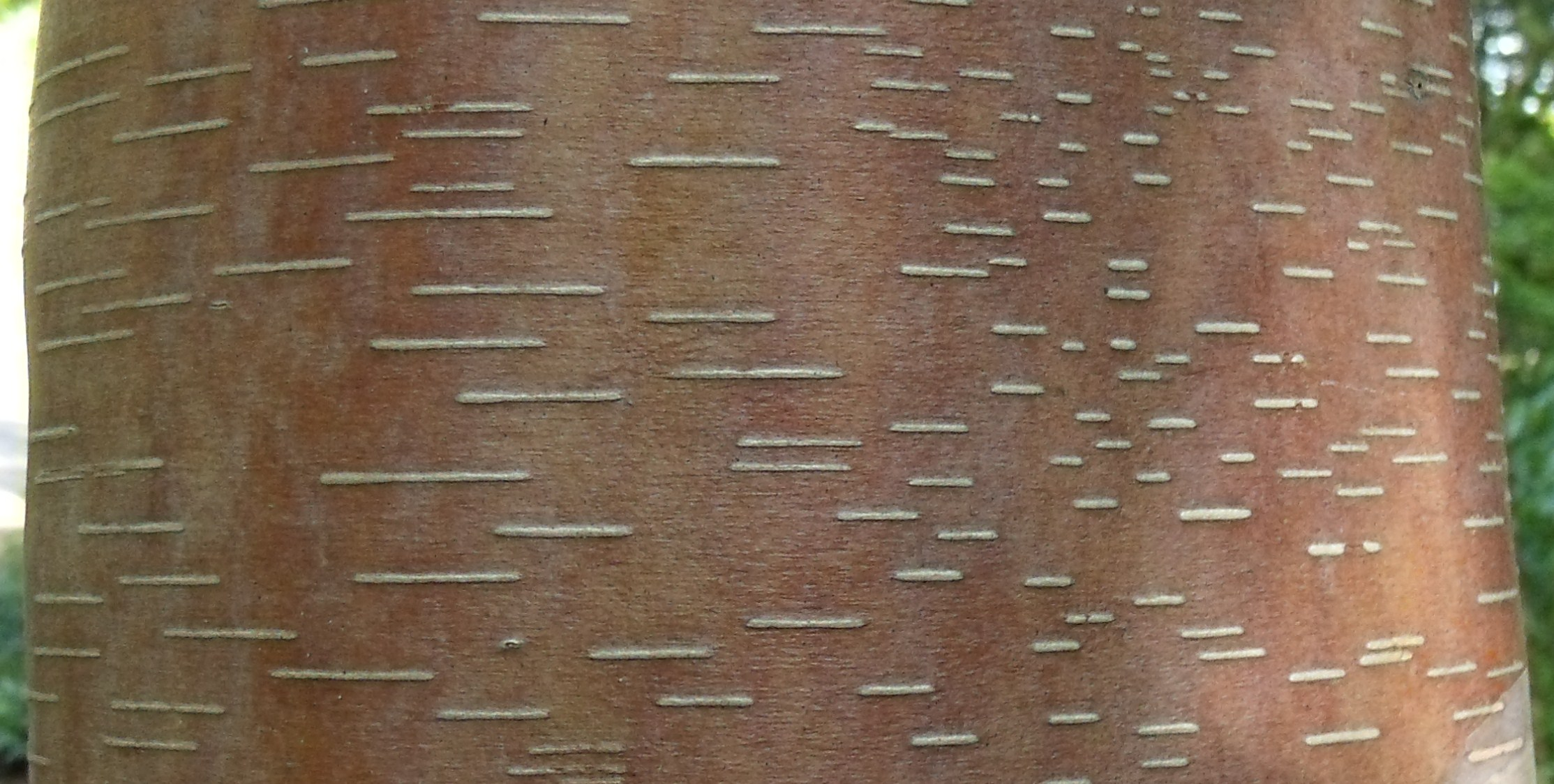
红桦树皮
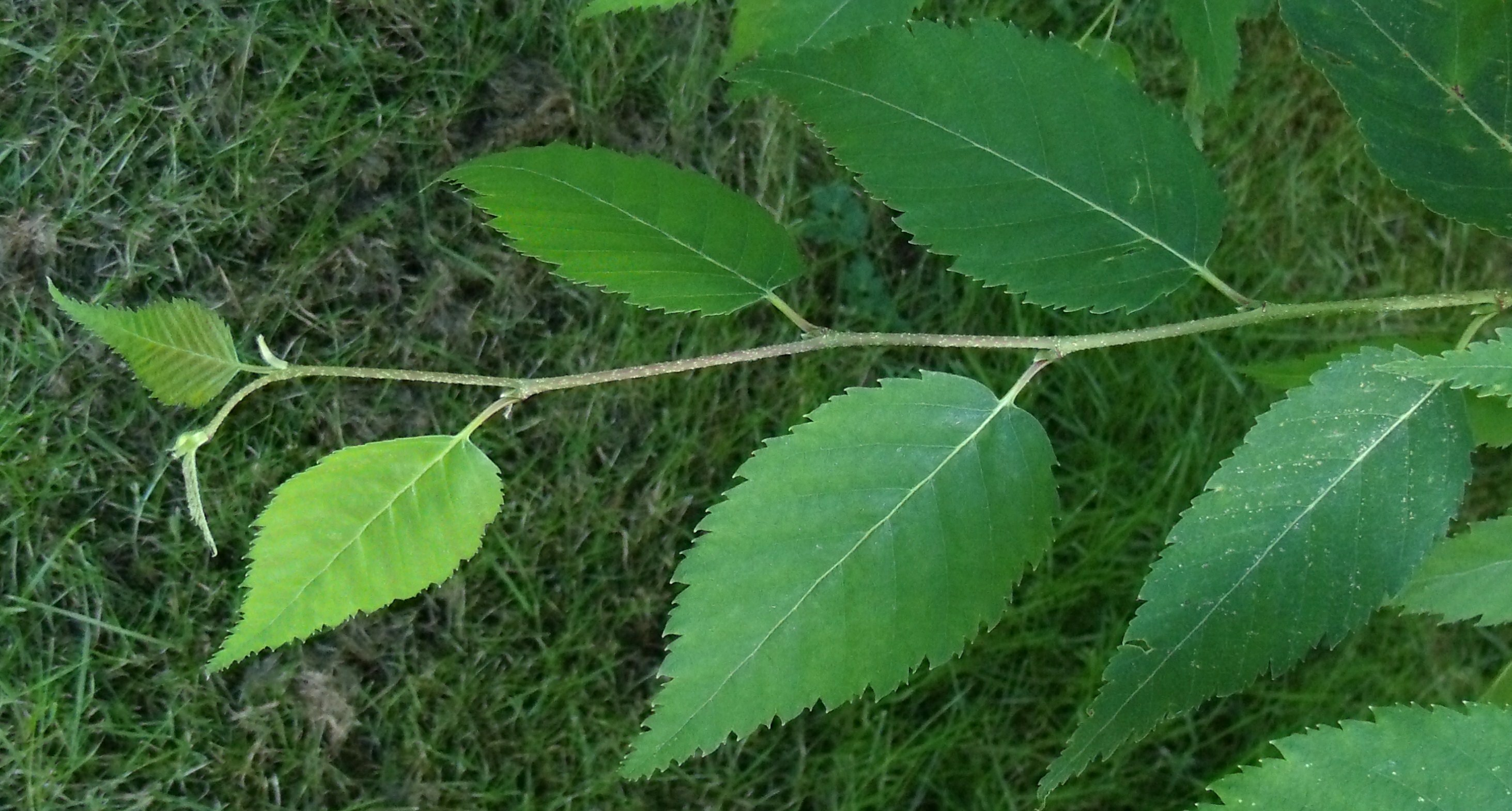
红桦树的枝叶